# Kościół w Toruniu
Kościół w Toruniu – zbór Kościoła Zielonoświątkowego w RP znajdujący się w Toruniu.

## Historia
Początki działalności zielonoświątkowców w Toruniu sięgają sierpnia 1994, kiedy to na terenie miasta miała miejsce pierwsza ewangelizacja przeprowadzona przez Misję Krajową Kościoła Zielonoświątkowego. Utworzony został tu punkt misyjny, którego opiekunem został we wrześniu 1994 diakon Waldemar Wojna. Początkowo punkt misyjny skupiał trzy rodziny wiernych.
W październiku 1994 punkt misyjny został przekształcony w filię Kościoła Zielonoświątkowego w RP, a 20 listopada 1996 został utworzony samodzielny Zbór Kościoła Zielonoświątkowego w Toruniu. Od marca 1999 pełniącym obowiązki jego pastora został Jacek Kozielski, ordynowany 1 października 2000 na diakona i mianowany wówczas pastorem wspólnoty. Kolejnym pastorem zboru został 1 grudnia 2005 prezbiter Marek Kozłowski.
Na koniec 2010 zbór skupiał 172 wiernych, z czego 101 ochrzczonych członków.
Prezbiter Marek Kozłowski sprawował stanowisko pastora zboru do 1 września 2011. Wówczas krótkotrwałe pełniącym obowiązki pastora został Tomasz Ropiejko, a 19 grudnia 2011 nowym pastorem mianowano Ryszarda Sikorowskiego.
Wobec braku własnej siedziby, nabożeństwa i inne aktywności zboru odbywały się na przestrzeni lat w szeregu wynajmowanych lokali. Początkowo zbierano się w siedzibie Szkoły Podstawowej nr 1, następnie wynajęto kaplicę przy ul. Juliusza Słowackiego. Kolejną siedzibą zboru było piętro w kamienicy przy ul. Kazimierza Jagiellończyka, a następnie przeniesiono się do wynajętego piętra w budynku przy ul. Dziewulskiego. Kolejnym lokalem zboru były pomieszczenia przedsiębiorstwa Tofama przy ul. Skłodowskiej-Curie, później spotykano się w Międzynarodowego Centrum Spotkań Młodzieży przy ul. Łokietka, a ostatnim miejscem nabożeństw pozostaje budynek przy ul. Kociewskiej 22.